# Comuna Mîhailivka, Velîka Bahacika
Mîhailivka (în ucraineană Михайлівка) este o comună în raionul Velîka Bahacika, regiunea Poltava, Ucraina, formată din satele Kulbașne, Mareanske și Mîhailivka (reședința).

## Demografie
Componența lingvistică a comunei Mîhailivka
     Ucraineană (95,58%)
     Rusă (3,1%)
Conform recensământului din 2001, majoritatea populației comunei Mîhailivka era vorbitoare de ucraineană (95,58%), existând în minoritate și vorbitori de rusă (3,1%) și armeană (1,33%).